# Elachista zernyi
Elachista zernyi is een vlinder uit de familie grasmineermotten (Elachistidae). De wetenschappelijke naam is voor het eerst geldig gepubliceerd in 1941 door Hartig.
De soort komt voor in Europa.